# ماتیاس پردویویچ
ماتیاس پردویویچ (انگلیسی: Matthias Predojević؛ زادهٔ ۱۴ نوامبر ۱۹۷۶) بازیکن فوتبال اهل آلمان است.
از باشگاه‌هایی که در آن بازی کرده‌است می‌توان به باشگاه فوتبال کارلسروهه اشاره کرد.